# 嵐電 (映画)
『嵐電』（らんでん）は、2019年5月24日に東京都のテアトル新宿と京都府の京都シネマで公開された日本映画。なお、2019年6月7日に大阪府のテアトル梅田、2019年6月21日に兵庫県のシネ・リーブル神戸で公開されたのち、全国で順次公開される予定。監督は鈴木卓爾、主演は井浦新。撮影は京都市、東映京都撮影所、京福電気鉄道（嵐電）および嵐電界隈に住む人々の協力を経て、2018年2月から3月にかけて行われた。ノンフィクション作家の男性、カフェで働く女性、そして修学旅行のために京都に来た青森県の女子高校生の嵐電にまつわる3つの恋愛模様を描いていく。

## ストーリー
ノンフィクション作家の平岡衛星はかつて妻の斗麻子とともに旅行した京都へ向かい、嵐電にまつわる不思議な話を探す。それは嵐電に乗って斗麻子と旅をした思い出を呼び起こすものとなる。修学旅行のために青森から京都へとやって来た北門南天は、8ミリカメラで嵐電を撮影していた少年と出会う。嵐電以外には目も暮れない少年に南天は恋をしてしまい、本来の目的を忘れてその少年に向かって突き進むことになる。太秦撮影所近くのカフェで働く小倉嘉子は偶然京都弁の指導をすることになり、主演の俳優である吉田譜雨に方言指導をすることになった。しかしその後、嵐電で一緒に台詞の読み合わせをしたいと譜雨から言われ、その申し出を受けることになる。嵐電にまつわる3つの恋愛模様を描いた物語。

## キャスト
平岡衛星
演 - 井浦新
神奈川県鎌倉市に住むノンフィクション作家。
小倉嘉子
演 - 大西礼芳
太秦撮影所近くのカフェで働く女性。
平岡斗麻子
演 - 安部聡子
平岡衛星の妻。
吉田譜雨
演 - 金井浩人
俳優だが、あまり売れていない様子。
北門南天
演 - 窪瀬環
修学旅行で京都に来た青森県の女子高校生。
有村子午線
演 - 石田健太
京都府に住む男子高校生。8ミリカメラで嵐電を撮影するのが趣味。
川口明輝尾
演 - 福本純里
永嶺巡
演 - 水上竜士

## スタッフ
- 監督 - 鈴木卓爾[2]
- 脚本 - 浅利宏、鈴木卓爾
- 音楽 - あがた森魚
- 主題歌 - あがた森魚 「鳥ガール星ガール」
- 企画・プロデュース - 西田宣善
- プロデューサー - 田村由美、鈴木卓爾
- 協力プロデューサー - 山本起也
- 監督補 - 浅利宏
- ラインプロデューサー - 小川勝広
- 制作協力 - 北白川派
- 撮影 - 鈴木一博
- 録音 - 中山隆匡
- 照明 - 浅川周
- 美術 - 嵩村裕司
- 編集 - 鈴木歓
- ヘアメイク・スタイリスト - こやまあやこ
- 衣裳 - 杉浦さつき、京都造形芸術大学学生スタッフ
- 特別協力 - 京福電気鉄道株式会社、東映京都撮影所、右京じかん
- 後援 - 京都市
- 配給・宣伝 - ミグラントバーズ、マジックアワー
- 製作 - ミグラントバーズ、オムロ、京都造形芸術大学

## 受賞
- 第11回TAMA映画賞
  - 最優秀作品賞
  - 最優秀男優賞（井浦新）※『こはく』『赤い雪』『止められるか、俺たちを』『宮本から君へ』と合わせての受賞
- 第34回高崎映画祭
  - 最優秀作品賞